# Sojuz T-11
Sojuz T-11 (ryska: Союз Т-11) var en flygning i det sovjetiska rymdprogrammet. Flygningen gick till rymdstationen Saljut 7 och var den elfte i Interkosmosserien. Farkosten sköts upp med en Sojuz-U-raket från Kosmodromen i Bajkonur den 3 april 1984. Den dockade med rymdstationen den 4 april 1984. Den 13 april 1984 flyttades farkosten från rymdstationens aktre port, till stationens främre dockningsport. Farkosten lämnade rymdstationen den 2 oktober 1984. Några timmar senare återinträdde den i jordens atmosfär och landade i Sovjetunionen.